# Polmos Łańcut
Polmos Łańcut – polskie przedsiębiorstwo zajmujące się produkcją alkoholu. Alkohole tej firmy zajmują obecnie poniżej 1% polskiego rynku. Mała liczba produktów jest eksportowana do Belgii, Holandii. Francji, Wielkiej Brytanii, Niemiec, Włoch i USA. Jako jedyna w Polsce zajmuje się produkcją rosolisów. 

## Historia
Na przełomie XVIII i XIX wieku Łańcut należał do rodziny Lubomirskich. Za początek działania gorzelni przyjmuje się rok 1764 – wzmianka o jej funkcjonowaniu w tym roku znajduje się w Archiwum Potockich. W 1816 Potoccy otrzymali Łańcut w spadku. W fabryce wprowadzili wiele unowocześnień, a hrabia Alfred Potocki postawił sobie za cel produkcję najlepszych wódek w całej Europie. 30 września 1857 likiernia otrzymała rządowe pozwolenie na działalność – wpisano ją do rejestrów Izby Handlowej w Krakowie. Pod koniec roku 1862, po śmierci Alfreda Potockiego, właścicielem został jego syn – Alfred Józef Potocki. Nowy właściciel, chcąc zwiększyć zyski, zwrócił się z prośbą o radę do eksperta od handlu i przemysłu gorzelniczego, G. Rosenzweiga. Stwierdził on, że wyroby fabryki mogą konkurować jakościowo zarówno z polskimi, jak i zagranicznymi produktami tego rodzaju. Zdecydowano o ekspansji firmy na rynek wódek, mimo dużej konkurencji. W 1889 zmarł Alfred Józef. Zarządzanie przedsiębiorstwem przekazał starszemu synowi, Romanowi. Pod koniec XIX wieku, dzięki reklamie, firma miała wyrobioną pozycję na rynku, a jej produkty były dość dobrze znane. Zakład produkcyjny zaczęto powiększać, jednak w trakcie tej rozbudowy wybuchła I wojna światowa oraz nastąpiła śmierć Romana Potockiego. Od tego czasu zakładem zarządzał jego syn, Alfred. W latach wojennych i międzywojennych, mimo kryzysu, przedsiębiorstwo utrzymywało jakość wyrobów i stale było uważane za jedne z najlepszych w Polsce. Podczas II wojny światowej fabryka została spalona, a duża część maszyn uległa zniszczeniu.
Po zakończeniu działań wojennych zakład odbudowano i wznowiono produkcję alkoholi. 1 lipca 1991 24 przedsiębiorstwa działające w ramach PPS „Polmos” (w tym łańcuckie) usamodzielniły się decyzją Ministra Rolnictwa.
Od 1 listopada 1998 przedsiębiorstwo działa pod nazwą Fabryka Wódek „Polmos Łańcut” Spółka Akcyjna. W 2004 przedsiębiorstwo weszło do Grupy Sobieski. W roku 2016 Grupa Sobieski zaczęła likwidację zakładu.
29 października 2020 100% akcji przedsiębiorstwa nabyła spółka United Beverages. W listopadzie 2021 Muzeum Gorzelnictwa w Łańcucie, którym do tej pory zarządzał Polmos Łańcut, zostało bezpłatnie przekazane Skarbowi Państwa. W grudniu tegoż roku zakład został zakupiony przez przedsiębiorstwo BGW. 

## Produkty
Obecnie spółka produkuje wódki, likiery i rosolisy:
- Biała Dama
- Polonaise
- Łańcut
- Wisent
- Harnaś
- Pole Star
- Spirytus Łańcucki
- CK
- Old Brandy
- Rosolisy: Różany, Kawowy, Ziołowo-Gorzki
- Likiery: Jajeczny (Advocaat), Czekoladowy, Migdałowy (Amaretto), Kawowy, Wiśniowy (Cherry Amour), Pomarańczowy, Cytrynowy

### Produkowane na licencji
- Balsam Pomorski
- Starogardzka
- Krakowska